# Malga Campa

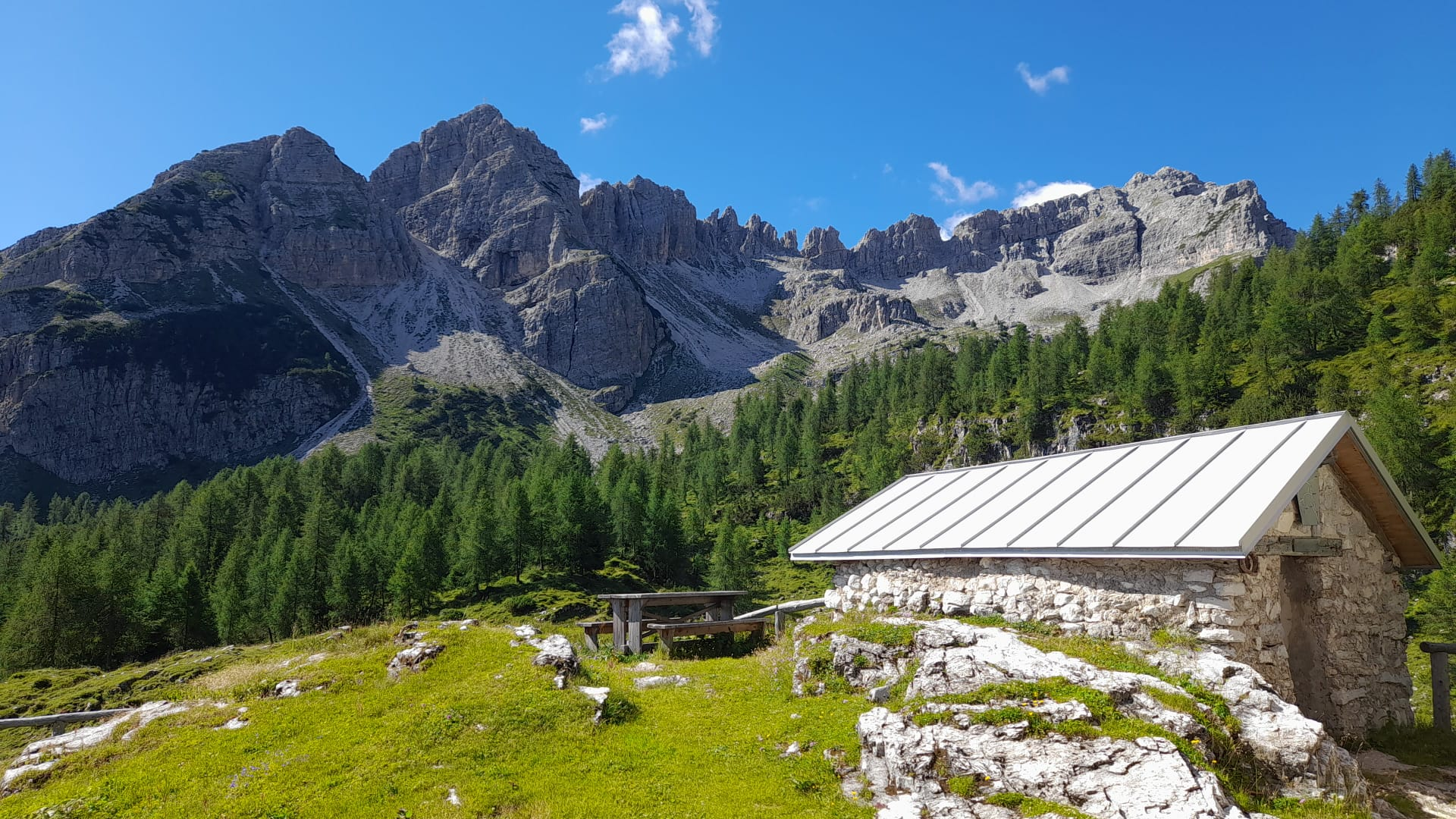
Baita deposito a Malga Campa

La Malga Campa è un bivacco situato nel comune di Campodenno, nel versante orientale delle Dolomiti di Brenta, sottogruppo della Campa, ad un'altitudine di 1978 m. È parte del territorio del Parco naturale Adamello Brenta.

## Descrizione
La malga fu costruita in legno nel 1886 ed è di proprietà dell'ASUC di Campodenno. Fu ricostruita nel 1954, con uno stallone dalla capienza di 80 capi di bestiame, non più utilizzato a partire dalla fine degli anni '70 per il venir meno dell'attività zootecnica. 
Nel 1995-1996 l'ASUC e il Parco Naturale Adamello Brenta hanno svolto importanti lavori di ristrutturazione nella cascina, ricavando al piano terra una spaziosa cucina e al primo piano tre stanze con quattordici posti letto. Gli interni della malga sono stati nuovamente ristrutturati nel 2015. 
Si trova tra la Cima Loverdina e Cima Borcola, alla fine dei boschi della Val Cadino sopra il paese di Lover.

## Accessi
- Dal parcheggio sottostante Malga Arza (1507 m), seguendo il sentiero SAT 370 passando da Malga Loverdina (1771 m). (Ore: 1.45).
- Dal paese di Lover si sale in macchina fino alla località Pozze (670 m), dove si può parcheggiare o proseguire fino al divieto forestale. Da qui si raggiunge il Bait de le Bale (1374 m) seguendo il sentiero SAT 362 che si inoltra nella Val di Cadìn Basso. (Ore: 1:40). Dal Bait si prosegue poi a sinistra per la mulattiera che arriva alla località Malgét (1770 m), fino ad arrivare al bivacco. (Ore: 1.30 - totale: 3.10).[3]

## Ascensioni
- Cima Borcola (2.392 m). Ore: 1.30. Difficoltà: impegnativo.[4]
- Cima Santa Maria (2.678 m), Ore: 3.00. Difficoltà: facile

## Traversate
- Alla Malga Spora (1851 m) seguendo il sentiero SAT 338 che risale la Valle della Campa, superando la Sella del Montòz (2327 m). Da qui si scende nella Val dei Cavài dove si incrocia il sentiero SAT 301 che conduce alla Spora. (Ore: 2.45).[5]
- Alla Malga Flavona (1858 m) attraverso la Bocchetta di Val Scura (2376 m) seguendo i sentieri SAT 338 e 330 (Ore: 3).
- Alla Malga Termoncello (1852 m) seguendo i sentieri SAT 369 e 330. (Ore: 1.30).
- Alla Malga Vecchia (Sporminore) (1930 m) seguendo i sentieri SAT 363, 361 e 360 (Ore: 1.30).